# 6-я дивизия Национальной гвардии Украины
6-я дивизия Национальной гвардии Украины (укр. 6-а дивізія Національної гвардії України), сокращённо 6 дНГУ (в/ч 2280) — формирование в составе Национальной гвардии Украины. Управление дивизии находилось в городе Чугуев.

## История
Сформирована в июне 1992 года на базе управления 48-й Ропшинской ордена Октябрьской Революции трижды Краснознаменной им. М.И. Калинина мотострелковой дивизии, ранее выведенной из ЦГВ (Чехословакия).

В 1999 году передано ВС Украины и переформировано в управление 92-ю отдельную механизированную бригаду.

## Структура дивизии
- 3-й полк НГУ (в/ч 4103, г. Харьков) – сформирован в 1995 г. на базе сформированого 4-го полка (в/ч 4104) 2-й дивизии НГУ; 24.12.1998 г. приказом КНГУ № 365 переименован в 3-ю бригаду НГУ; в 1999 году бригада передана ВС Украины и расформирована;
- 17-й полк НГУ (в/ч 4117, г. Чугуев) – сформирован в 1992 г. на базе 265 гв. мсп 48-й мсд; 24.12.1998 г. приказом КНГУ № 365 переименован в 17-ю бригаду НГУ; в 1999 году бригада передана ВС Украины и расформирована;
- 18-й полк специального назначения НГУ (в/ч 2234, г. Чугуев) – сформирован в 1992 г. на базе 31 орб 48-й мсд; 24.12.1998 г. приказом КНГУ № 365 переименован в 18-ю бригаду специального назначения НГУ; в 1999 году бригада передана ВС Украины и расформирована;
- 19-й полк НГУ (в/ч 2262, г. Чугуев) – сформирован 30.06.1992 г. на базе 1335 мсп и учебного батальона 48-й мсд как учебный батальон 6 дНГУ; 17.01.1996 г. переформирован в 19-й учебный пНГУ; 24.12.1998 г. приказом КНГУ № 365 переименован в 19-ю бригаду специального назначения НГУ; в 1999 году бригада передана ВС Украины и расформирована;
- 22-й полк НГУ (в/ч 2271, г. Чугуев) – сформирован в 1992 г. на базе 118 оисб 48-й мсд; 24.12.1998 г. приказом КНГУ № 365 переименован в 22-ю бригаду НГУ; в 1999 году бригада передана ВС Украины и расформирована;
- Отдельная разведывательная рота специального назначения 6-й дивизии НГУ (в/ч 2280 «Д», г. Чугуев) – сформирована в 1995 г.;
- ? (в/ч 2285, г. Чугуев).

## Командиры
- Марченко
- Фролов Владимир Васильевич
- Соймин Валерий Иванович

### Известные военнослужащие
- Сырский Александр Станиславович (командир мотострелкового батальона и полка)